# Nizkonivojski jezik
Nizkonivojski jezik (low-level language) je programski jezik, ki je zasnovan za nek računalnik in ki odraža njegov interni strojni jezik. Nizkonivojskim jezikom zato pogosto pravimo tudi strojno orientirani jeziki. Enostavna pretvorba za poganjanje na računalniku z drugačno centralno procesno enoto ni mogoča. Za učenje so relativno zahtevni, saj je potrebno podrobno poznavanje interne strukture računalnika. Ker jih mora v strojno kodo prevesti zbirnik, nizkonivojskim jezikom pravimo tudi zbirni jeziki. Nizkonivojski jezik, zasnovan na mnemonikih, dvojiške strojne ukaze (ki si jih je zelo težko zapomniti, zapisati in popravljati) nadomesti s kratkimi kodami, izbranimi tako, da programerja spominjajo na ukaz, ki ga predstavljajo. Tako ima lahko na primer dvojiški ukaz za shranjevanje akumulatorja (store accumulator) mnemonik STA.